# Dschebel-Gletscher
Der Dschebel-Gletscher (bulgarisch ледник Джебел lednik Dschebel) ist ein 15 km langer und 11 km breiter Gletscher an der Oskar-II.-Küste des Grahamlands auf der Antarktischen Halbinsel. Er fließt vom Bruce-Plateau und dem Forbidden Plateau südwestlich des Jorum-Gletschers, nordöstlich des Tschutschuliga-Gletschers und südöstlich des Goodwin-Gletschers in südöstlicher Richtung zum Crane-Gletscher.
Britische Wissenschaftler kartierten ihn 1976. Die bulgarische Kommission für Antarktische Geographische Namen benannte ihn 2012 nach der Ortschaft Dschebel im Süden Bulgariens.